# Square de La Motte-Picquet
Le square de la Motte-Picquet est une voie du 15e arrondissement de Paris, en France.

## Situation et accès
Le square de la Motte-Picquet est une voie publique située dans le 15e arrondissement de Paris. Il débute au 11, place du Cardinal-Amette et se termine rue du Général-de-Larminat. 
Cette voie ne compte que 2 entrées d' immeubles, aux numéros 18 et 20, faisant face aux côtés d'une école publique.  

## Origine du nom

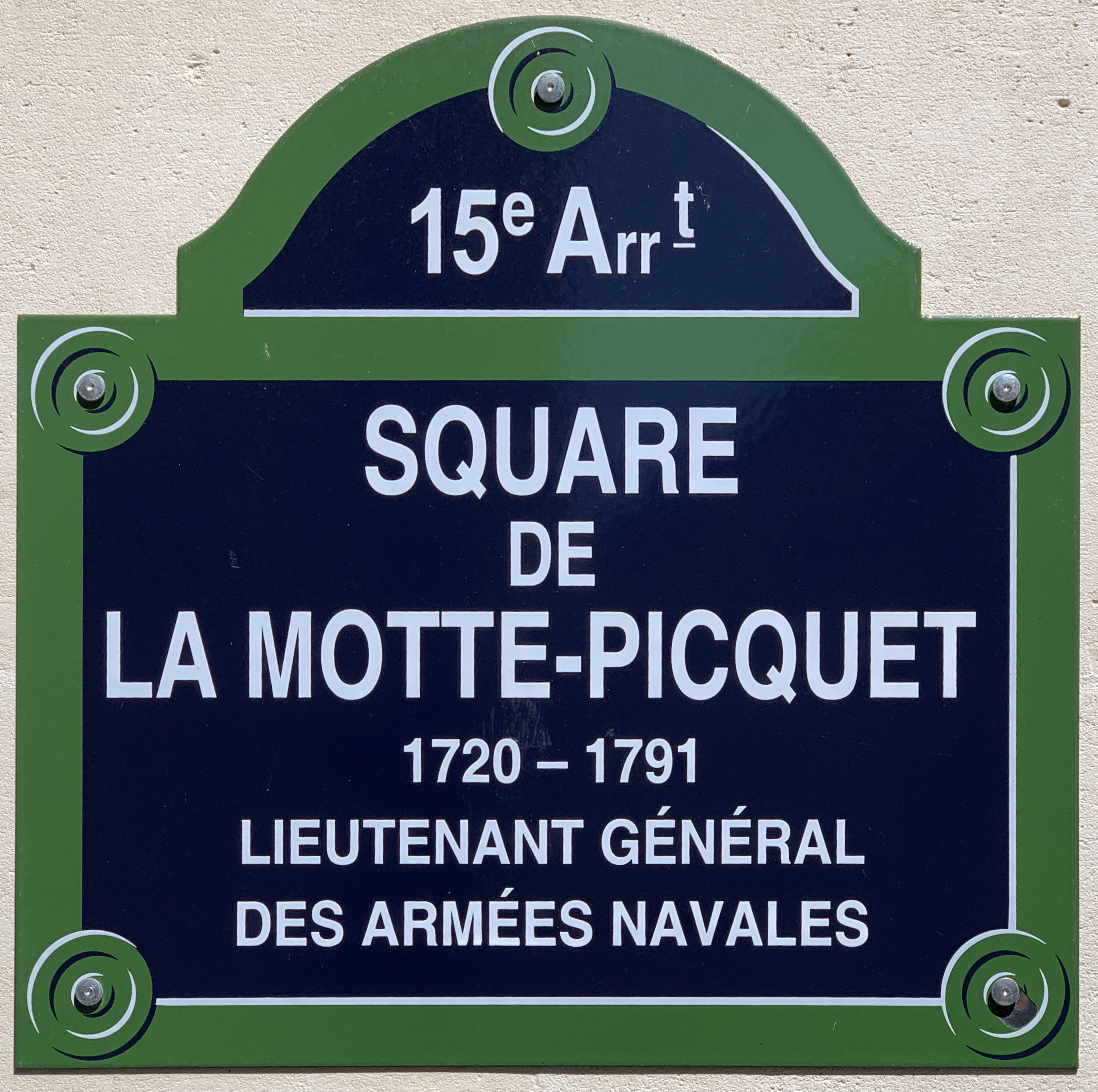
Plaque du square.

Il doit son nom au voisinage de l'avenue de La Motte-Picquet qui tient son nom de l’amiral de Louis XV et Louis XVI, Toussaint-Guillaume Picquet de La Motte (1720-1791).

## Historique
La voie est ouverte et prend sa dénomination actuelle en 1899. 